# Guardians of Ga'Hoole: The Rise of a Legend
Guardians of Ga'Hoole: The Rise of a Legend è un romanzo fantasy per ragazzi del 2013 di Kathryn Lasky. È il sedicesimo 
libro della collana de I guardiani di Ga'Hoole, ma, a differenza dei precedenti libri, narra della storia di Ezylryb (allora conosciuto come Lyze di Kiel) prima del suo arrivo al Grande Albero. In Italia è ancora inedito.

## Trama
Il libro narra delle gesta di Ezylryb (allora conosciuto come Lyze di Kiel) prima di arrivare al Grande Albero di Ga'Hoole. La storia inizia con l'arrivo della Banda al Grande Albero. Ezylryb decide di mettere da parte il libro a cui stava lavorando per iniziarne uno nuovo: Il Libro di Ezylryb.

### Le lune del gufo
Il libro inizia con Ezylryb, noto all'epoca come Lyze, che si schiude sull'Isola di Lestatempesta. Arriva sua tantya (o zia) Hanja, colma di preoccupazioni poiché sostiene che ogni volta che va da qualche parte, le cose brutte la seguano. Il suo custode, Gundesfyrr, apprende presto da un messaggero che Edvard, il fratello di Lyze, è morto in battaglia. Lyze procede quindi a celebrare le sue prime cerimonie degli insetti, della carne, della pelliccia sulla carne e della carne sulle ossa. Proprio prima della sua cerimonia della carne sulle ossa, i suoi genitori, Rask e Ulfa, tornano a casa da una battaglia. Lyze è scioccato nel vedere i suoi genitori mutilati, con sua madre a cui mancava un occhio e suo padre a cui erano stati bruciati metà dei baffi durante una battaglia con i soldati virginiani della Lega degli Artigli di Ghiaccio. Un po' più tardi, Lyze sente i suoi genitori parlare di come Ulfa avesse sentito parlare di un brutale omicidio nella Baia delle Zanne: una famiglia di tre gufi delle nevi aveva ricevuto la visita di Bylyric, il folle e astuto capo della Lega degli Artigli di Ghiaccio, che desiderava arruolarli nei suoi eserciti. Al loro rifiuto, Bylyric uccise la coppia in un impeto di rabbia selvaggia davanti agli occhi del loro cucciolo appena nato, che prese per venne cresciuto come un soldato degli Artigli di Ghiaccio.
Più tardi, Lyze incontra Muschio e i due, sebbene inizialmente rivali, diventano migliori amici dopo il ritorno della madre di Muschio, Hrenna, segnata anch’essa dalla guerra. Muschio decide di aspettare che Lyze abbia imparato a volare prima di intraprendere il tradizionale viaggio all’Isola dell’Uccello Nero, nonostante sia lui stesso completamente incapace di volare. Con le sue ali che diventano lentamente più forti, Lyze e suo padre vanno a Hock, che si trova ai margini dell'Isola di Lestatempesta. Lì, incontrano Hoke di Hock e sua sorella, Hellie, poi tornano a Lestatempesta per scoprire che Ulfa ha deposto un uovo. Poco dopo, Lyze e Muschio si imbarcano per l'Isola dell’Uccello Nero quando Lyze percepisce qualcosa di anomalo e decide che non è la notte giusta per partire. Questo è dovuto al suo innato senso meteorologico, che gli ha permesso di percepire inconsciamente gli Snurl, un vento violento che soffia dallo Shagdah Snurl.
Arriva la notte successiva e, con i venti più calmi, Lyze e Muschio partono con Rask e il padre di Muschio, Arne. Lungo la strada, il gruppo si ferma al Pugnale di Ghiaccio, dove loro e alcuni raccoglitori di ghiaccio vengono improvvisamente attaccati dai mercenari della Lega degli Artigli di Ghiaccio, e uno dei raccoglitori, Piet, venne ucciso. I due padri afferrarono alcune schegge di ghiaccio come armi e si precipitarono in battaglia, lasciando i due gufi con degli uncini di ghiaccio nel caso in cui venissero attaccati. Dopo un po' di attesa per la fine della battaglia, Muschio e Lyze vengono attaccati da un barbagianni con grinfie di fuoco. I gufi riescono a respingerlo, bloccandolo abbastanza a lungo da permettere ad Arne e ai raccoglitori di ghiaccio di arrivare e sferrare il colpo di grazia.
Il gruppo, ora con i raccoglitori di ghiaccio, Aiyunne, Bela e Friedl, si dirige verso una spiaggia rocciosa nella parte inferiore dell'isola per riprendersi. Dopo aver pianto la perdita di Piet, Rask e Arne decidono di dover volare immediatamente verso l’Isola del Volatile Oscuro per avvertire il generale Andricus che gli Artigli di Ghiaccio si stanno addentrando così tanto nel loro territorio con una forza d'attacco che temevano includesse il luogotenente di Bylyric. Presso un albero di grog, sentono i guerrieri vantarsi delle loro conquiste in battaglia, cosa che i padri delle coppie esprimono con disgusto, dicendo ai figli che la guerra non è mai qualcosa di cui vantarsi. I padri consegnano i gufetti a un gufo elfo di nome Rolf perché li porti alla fucina di Orf mentre incontrano il generale, ma non prima di aver incontrato Hanja fuori da un albero di grog, che canta una canzone sulla pace, con grande disgusto di Rask e Arne, mentre Rask liquida gli ideali della cognata come "sciocche nozioni". Passano sopra una fossa di affilatura, dove i serpenti Kieliani, uno dei quali è Gragg, affilano lame e utensili.
Alla fucina di Orf, i gufetti vengono equipaggiati con grinfie di liffen (grinfie da addestramento) e il gruppo torna a casa a Lestatempesta, dove tutti i genitori si precipitano di nuovo in battaglia poco dopo, con la conferma che la Lega degli Artigli di Ghiaccio si sta avvicinando. Lyze e Muschio si allenano spesso con i loro artigli e un giorno incontrano Thora su un albero vicino, che era fuggita da casa e dalla matrigna violenta nel Fiordo di Canas per diventare fabbro sull’Isola dell’Uccello Nero e addestrarsi sotto Orf. Conduce i due gufetti a una fucina segreta, appartenuta a una civetta delle tane recentemente deceduto che era segretamente un mercante d'armi su entrambi i fronti della guerra e accetta di trasformare le loro grinfie di liffen in vere grinfie da battaglia.
Appena tornata alla tana di Lyze, Gilda, la sua serpe cieca governante temporanea, è arrabbiata con i suoi signori per essere rimasti fuori fino a tardi, ma si riprende e accetta di rivelare loro il segreto sulla fucina di Thora. Pochi giorni dopo, l'uovo deposto da Ulfa si schiude e Lysa nasce. Subito dopo Hanja fa visita alla tana, instillando in Lyze e Gilda la paura che possa accadere qualcosa di brutto.
Durante una battuta di caccia, Lyze e Muschio vengono avvicinati da una Thora in preda al panico che li avverte di un imminente attacco della Lega degli Artigli di Ghiaccio. I gufi piombano con grinfie di fuoco (i cui carboni sono stati rubati dalla fucina di Thora), e Lyze, i suoi amici e vicini si lanciano per affrontarli, combattendo una forza che spazia dalle civette delle tane agli allocchi della Lapponia, dai barbagianni agli allocchi barrati, riuscendo a respingerli finché un incendio non dà fuoco alla linfa dell'albero dove si trova la sua cavità. Lyze si precipita a salvare la sorella e rischia di finire soffocato se Gilda non lo avesse salvato. Tuttavia, Gilda è arrivata troppo tardi e, sebbene Hanja riesca a fuggire, Lysa e Gundesfyrr rimangono uccisi.

### Le lune cadette
I genitori di Lyze tornano poco dopo l'incendio e piangono la perdita della loro pulcina e di Gundesfyrr. Lyze viene immediatamente mandato all’Isola dell’Uccello Nero con Thora e Muschio per diventare cadetti, segnando la brusca fine della loro vita da gufi, sebbene Lyze sospetti che l'infanzia di Thora sia finita molto prima.
I gufi incontrano Loki e Blix, con cui diventano subito amici, e decidono di visitare insieme lo Shagdah Snurl, da cui provengono i due nuovi gufi. I giovani gufi vorrebbero poter cambiare le tradizioni radicate della Lega di Kiel avviando ricerche scientifiche su carboni e tipi di ghiaccio da raccogliere in luoghi diversi dal Pugnale di Ghiaccio, ma per ora devono completare l'addestramento come previsto.
Un giorno, durante l'addestramento con l'arrogante Capitano Ludvigsen Asio Flammeus Quinto degli Scudieri di Ghiaccio, Lyze incontra Lillium (detta Lil), che si assume la colpa per aver parlato durante la lezione. Lyze è colpito dalla sua calma e dalla sua sicurezza nel rispondere male al capitano e se ne innamora. Continua ad addestrarsi con le armi di ghiaccio e nelle lezioni di formazione di volo, oltre a stringere amicizia con altri cadetti e persino a sgattaiolare fuori per visitare gli alberi del grog e ascoltare le storie dei soldati del fronte. Il suo sergente di caserma, Skellig Bubo Virginianus, un simpatico gufo virginiano di illustre discendenza, permette ai gufi di sgattaiolare fuori per raggiungere gli alberi del grog dopo il coprifuoco. Lyze incontra poi Lil all'ora di pranzo e commenta come le serpi cieche Kieliane siano molto più utili del semplice utilizzo come tavoli, al che Skellig appare e interviene, mostrando il suo disprezzo per i serpenti e persino rastrellando sfacciatamente un artiglio sul serpente addormentato. Si scusa quando Lil e Lyze lo rimproverano furiosamente e racconta loro di essere stato morso da un serpente Kieliano impazzito, che gli ha lasciato gravi cicatrici e traumi.
Thora, però, non crede alla storia di Skellig, credendo che le sue cicatrici siano state causate da una lama particolarmente difficile da forgiare, nota come "lama d'assedio", ma non riuscendo a capire come una simile ferita si sia potuta verificare, dato che Skellig era solo un cadetto. Insospettita, decide di indagare su di lui, seguendolo verso un albero di grog. Skellig si dimostra improvvisamente un abile volatore non appena si allontana dalla vista, e incontra una civetta nana per recuperare un oggetto misterioso prima di dirigersi verso l'albero di grog. Mette l'oggetto, una pozione narcotica, nella tazza di Orf, in modo che, bevendo il suo succo di bingle, sia troppo disorientato per reagire quando Skellig e la sua squadra di gufi virginiani lo porteranno via. Thora lo segue furtivamente per vedere dove lo porteranno.
Più tardi, informa Lyze e Muschio della scomparsa di Orf, e, insieme a Lil, partono tutti insieme per salvarlo. Seguono i rapinatori di gufi fino all'Isola di Elsemere, dimora delle Sorelle Glauxiane, e ascoltano la loro conversazione in una grotta, scoprendo che Skellig, sebbene giovane, è in realtà un comandante delle forze di Bylyric inviate a infiltrarsi nell'accademia e intende ottenere la formula per i carboni ardenti da Orf per il suo padrone, testare la ricetta nella fucina segreta di Thora su Lestatempesta e poi sbarazzarsi di lui.
Lil e Thora decidono di mettere in atto un piano travestendosi da Sorelle Glauxiane e intrufolandosi per aiutare Orf, fingendosi guaritrici. Una volta dentro, Lil estrae la sua lancia rovente retrattile e trafigge l'ala di dritta di Skellig. Orf, Muschio e Lyze si uniscono allo scontro, e presto i gufi si trovano ad affrontare i tre gufi virginiani. La testa di Skellig viene schiacciata da un colpo accidentale di uno dei gufi virginiani, e gli altri vengono uccisi quando Loki e Blix (che si erano accorti della partenza dei quattro gufi grazie a un gufo bardo) arrivano con schegge di ghiaccio, eseguendo una spettacolare ricarica a mezz'aria che consente attacchi più rapidi.
Al loro ritorno all’Isola dell’Uccello Nero, non vengono acclamati come eroi, ma piuttosto rimproverati per le numerose regole infrante dal Colonnello Stellan, dal Comandante Optimus e da un compiaciuto Ludvigsen. Al ritorno di Orf, tuttavia, si precipita a difenderli e annuncia che Thora sarà la sua nuova apprendista. Al gruppo viene ordinato di incontrare il Generale Andricus Tyto Alba, che informa il gruppo che hanno ottenuto un periodo di ferie per il loro buon lavoro e che consegna a Lyze una lettera mandata dalla zia, Hanja, che i suoi genitori hanno deposto un altro uovo e hanno richiesto la sua presenza nella loro nuova cavità in un abete blu su Lestatempesta. Andricus si congratula specificamente con Lyze per la tecnica di combattimento che Blix e Loki hanno eseguito e che lui stesso aveva ideato, la ricarica a mezz'aria, e gli chiede se ha altre idee creative. Lyze gli racconta della sua idea di utilizzare i serpenti Kieliani in combattimento e Andricus gli affida il compito di elaborare un piano.
Mentre la prima stagione di Lyze all'Accademia Militare volge al termine, torna a casa dai suoi genitori, dove il suo nuovo fratellino, Ifghar, è nato. Scopre che Ulfa aveva lasciato andare Gilda e si sta prendendo cura della nuova cavità da sola fino al ritorno della signora Grinkle. Tantya Hanja arriva per la cerimonia della Prima Carne con Ossa di Ifghar, poco prima che Rask partisse per tornare al fronte. Mentre Lyze attende con ansia una lettera da Lil, un messaggero dei gufi virginiani (che sostituisce un falco pellegrino che era stato "intercettato" e molto probabilmente ucciso) arriva invece con un avviso di morte che Rask era caduto in battaglia con una scheggia di ghiaccio allo stomaco. Ulfa è devastata dal dolore, e riesce a distrarsi solo pulendo la cavità. Lyze, nel tentativo di concentrare la sua attenzione su qualcos'altro, condivide le sue idee su nuove tecniche di combattimento.
Il volo di Ifghar verso Hock si avvicina, così Ulfa e Lyze volano con lui per vedere le serpi. Questa volta, arrivano mentre tutte le serpi si stanno tuffando per pescare, e Lyze nota la loro capacità di controllare la velocità della caduta usando una sorta di paracadute di squame intorno al collo. Questo suscita molte domande curiose, che pone a un particolare serpente che hanno incontrato di nome Dylan. Nel bel mezzo del discorso, con rabbia e incredulità di Ulfa e Lyze, Ifghar dimostra di non avere il rispetto che sua madre e suo fratello hanno per le serpi, esprimendo spudoratamente la sua convinzione che lo spirito del gufo di Glaux sia migliore della versione della serpe e chiedendosi silenziosamente perché Lyze si rivolga a Dylan da pari a pari.
Lyze torna all’Isola dell’Uccello Nero dopo la sua pausa, incontrando immediatamente il generale Andricus per condividere ulteriormente le sue idee. Il parlamento è molto sprezzante e scettico nei confronti delle sue idee, ma Andricus le trova affascinanti e decide di agire in base alle sue idee, creando la divisione Veloglaux (nominata da Lyze), con grande confusione e sorpresa del parlamento. Andricus dice al consiglio che, nonostante tutti i loro sforzi, Bylyric sta conducendo le sue forze a una vittoria dopo l'altra e si è prefissato non solo di distruggere la Lega di Kiel, ma anche di prendere per sé i Regni del Sud, incluso Ga'Hoole. Menziona anche Strix Struma, una giovane femmina di allocco maculato che si era difesa dagli Artigli di Ghiaccio e decide che dovrebbe essere un membro della divisione Veloglaux. In seguito Struma incontra Lyze e discutono dei piani per la divisione, tra cui l'idea di reclutare leopardi delle nevi per le truppe di terra, soprattutto considerando il fatto che Bylyric è odiato dai leopardi delle nevi, i cui cuccioli vengono rapiti dai suoi seguaci per soddisfare la fame carnivora di Bylyric.
L'addestramento e il reclutamento iniziano, con Lyze alla ricerca di serpi insoddisfatte e pigre appositamente per sfidarle e coinvolgerle in qualcosa di cui potrebbero appassionarsi. Nella sua ricerca, incontra e recluta Octavia. Muschio parte per reclutare dei leopardi delle nevi e Thora inizia a lavorare su nuove e migliorate schegge di ghiaccio. Dopo alcune settimane di addestramento, a Lyze viene concesso il permesso di andare in missione di ricerca scientifica sullo Shagdah Snurl, mentre Lil prende il posto di Lyze alla guida dell'addestramento. Prima di partire, Andricus informa Lyze che suo fratello si unirà presto ai cadetti.
Lyze, Blix e Loki arrivano in seguito allo Shagdah Snurl, dove incontrano la madre di Loki, Wynnifryd. Lei racconta loro di aver avvistato di recente un falco pellegrino e dà loro dei molluschi rocciosi nudi, cotti sui carboni raccolti intorno al "lago di lava" del vulcano. Questa è la prima volta che Lyze mangia carne cotta. Dopo aver fatto visita a Wynnifryd per alcuni giorni, Lyze e i suoi amici visitano il Nacht Sted, dove Blix decide di voler mostrare a Lyze qualcosa che lei e Loki avevano scoperto tempo prima: il corpo congelato di un Altro dotato di attrezzatura da alpinismo. I gufi prendono alcuni dei suoi strumenti, tra cui punte e anelli di metallo e, in particolare, due pistole lanciarazzi, che i gufi caricano con una delle punte per sparare un proiettile infuocato.
Si preparano a riportare queste scoperte a Orf e Thora sull’Isola dell’Uccello Nero, ma durante il tragitto scoprono che Muschio si era stabilito al Nacht Sted come luogo in cui addestrare i suoi leopardi delle nevi con l'aiuto di diversi altri gufi. Due di questi gufi, una coppia di gufi virginiani noti come Tre Artigli e Mezzo Becco per le loro ferite, sono in realtà spie, in quanto corrispondono alla descrizione di due soldati degli Artigli di Ghiaccio che i suoi genitori avevano combattuto e sfregiato, ma che avevano inflitto loro ferite permanenti. Avvisano Muschio tramite l'uso del codice, ma prima che potessero fare una Muschioa, una delle due spie vola via, tornando con un gruppo di Artigli di Ghiaccio e un falco pellegrino. I due gruppi si scontrano e Lyze usa la pistola per abbattere alcuni nemici. Dopo la battaglia, durata pochi secondi e in cui tutti gli Artigli di Ghiaccio e un allocco della Lapponia Kieliano vengono uccisi, Lyze scopre il corpo morente del falco pellegrino nemico, Glynnis, un falco che era stato messaggero per la Lega Kieliana, ma che era sempre stato un voltagabbana. Mentre muore, gli rivela che gli Artigli di Ghiaccio sono a conoscenza dei loro piani di usare serpi e leopardi delle nevi in battaglia.
Lyze scopre anche che una delle sue punte infuocate ha fatto cilecca e ha colpito un leopardo delle nevi di nome Patches. Mentre i suoi amici si mettono al lavoro per assistere il leopardo, Lyze vola sopra l'acqua aperta, sganciando le pistole lanciarazzi e le punte, convinto che quelle armi siano troppo pericolose tra gli artigli di qualsiasi gufo e debbano essere perse per sempre. Mentre lascia le armi ad affondare in acqua, Lyze si chiede se siano state armi come queste a causare la scomparsa degli Altri.
Mentre Muschio, i leopardi delle nevi e i gufi rimasti (composti ora da un’ulula, un gufo reale e un allocco della Lapponia) si trasferiscono in un'altra località sconosciuta, Lyze e gli altri tornano all’Isola dell’Uccello Nero per denunciare il tradimento. Lyze e Lil, che si erano già corteggiati, hanno scelto di celebrare la loro cerimonia di matrimonio prima che la tragedia potesse accadere. Dopo aver trovato Strix Struma, Lyze, impaziente, accantona la sua preoccupazione e la convinzione che Ifghar e Gragg dovessero essere separati e la invita alla cerimonia, ignorando l'occhiata nervosa che Struma aveva lanciato a Ifghar quando l'aveva scoperto. La cerimonia, ospitata nella tana del generale Andricus, è stata ufficializzata dal generale stesso e ha visto la partecipazione di Octavia, Blix, Loki, Thora, Orf, Strix Struma e un assortimento di altri amici intimi. Tra questi, Ifghar, che ha un'espressione affranta al suo ingresso dopo aver appreso dal sergente Luka la natura dell'evento.

### Le Lune di Guerra
Dopo la cerimonia, Andricus e Lyze discutono su come comportarsi ora che la segretezza delle nuove reclute è stata svelata e Andricus decide di sferrare un attacco improvviso e inaspettato contro Bylyric in persona, assassinando il sovrano degli Artigli Ghiaccio grazie alla divisione Veloglaux e poi annientando le sue forze senza guida in un'invasione. In preparazione a questo attacco, Lyze e le sue truppe iniziano un doppio addestramento.
All'epoca, Lyze nota che da quando a Ifghar e Gragg sono stati assegnati nuovi partner, suo fratello ha acquisito un atteggiamento migliore. Tuttavia, Lyze rimane preoccupato, poiché molti dei nuovi amici che suo fratello si è fatto sembrano adulatori e giovani facilmente influenzabili. Una sera, mentre si dirigono a Cronin per controllare le armi da riparare, Lyze e Thora si fermano presso un albero di grog per ascoltare la storia del Serpente di Myschgrad. Lyze si chiede dove sia suo fratello, così dopo la visita a Cronin iniziano a tornare all'albero di grog per cercarlo, solo per essere fermati da suoni di lamenti in una fila di alberi. Indagano e trovano nientemeno che Ifghar, Gragg, un allocco maculato e un secondo leccapiedi che maltrattano duramente e persino feriscono una femmina di barbagianni fuligginoso cadetta, Gabi, chiamandola figlia di un hagdemon e rompendole una piuma primaria dell’ala sinistra, che la renderebbe incapace di volare per un periodo di tempo. Inorriditi, i due piombano in soccorso di Gabi, Lyze affronta Gragg mentre Thora rimuove con la forza le grinfie da battaglia di Ifghar. Infuriata da tale comportamento, Lyze mette a tacere le scuse di Ifghar e dichiara che la questione è di competenza dell'Alta Corte Militare. Durante il processo, la banda di Ifghar, incluso Gragg, viene congedata con disonore per le proprie azioni. A causa della sua illustre parentela, a Ifghar è consentito di presentare un'accusa minore. Per il resto dell'addestramento sarebbe stato rinchiuso in cella e gli sarebbe stato permesso di prestare servizio solo in situazioni non belliche. Nel frattempo, le grinfie da battaglia di Ifghar vengono fuse e Thora osserva con disprezzo che da quel metallo ricaverà un contenitore per le borre.
Poche settimane dopo, Lyze viene mandato in un campo sul ghiacciaio H'rathghar, Lav Issen, costruito per ospitare le migliaia di gufi rimasti senza casa durante gli attacchi degli Artigli di Ghiaccio, simili a quello in cui Lysa era morta. Con i genitori impegnati in guerra e le loro nidiate uccise, avevano un disperato bisogno di aiuto. Lì, Lyze si riunisce con Gilda, che sta aspettando il suo prossimo incarico dopo la morte del suo compagno di volo, Jonor. Anche Wynnifryd è lì, offrendosi di aiutare gli orfani. Il capo del campo, il tenente Lyngaard Strix Varia, lo informa che, a causa del disperato bisogno di soldati abili della Lega di Kiel, Ifghar è stato riarruolato. Con questa notizia, Lyze nutre la speranza che suo fratello possa riscattarsi in battaglia.
Poco dopo il loro ritorno da Lav Issen, Lyze, Lil e Strix Struma vengono inviati in missione per mandare spie nella regione degli Artigli di Ghiaccio al fine di scoprire l'esatta posizione di Bylyric. Octavia nuota fino alla riva degli Artigli di Ghiaccio dove incontra Wick, un membro della Lega degli Artigli di Ghiaccio. Lui la interroga e lei rivela la sua storia di copertura: era una domestica temporanea al Grande Albero di Ga'Hoole, ma se n'è andata per tornare a casa nel Fiordo dei Denti di Serpe per un lavoro. Wick dice che potrebbero usarla per raccogliere pesce per la loro mensa di rango inferiore e le viene concesso l'accesso ai passaggi che conducono alla fortezza. Alla disinvolta menzione del suo lavoro al Grande Albero, Octavia sarebbe stata presto scortata alla mensa di rango superiore, dove si trovavano Bylyric e Jesper. All'ingresso, la sua scorta viene fermata da una guardia e i due gufi scompaiono, lasciando Octavia da sola con l'assaggiatore di cibo di Bylyric. Questo assaggiatore, un serpente Kieliano, vive una vita miserabile, con le membrane recise e impossibilitata a mutare forma con la testa come fanno tutti i serpenti Kieliani. Con Octavia davanti a sé, implora di porre fine alle sue sofferenze, e Octavia acconsente, poi fugge dalla scena del crimine. I gufi la inseguono, ma invano. Octavia riesce a fuggire e torna alla Lega di Kiel.
Con Bylyric localizzato e nessuna notizia da parte di nessun’altra spia sulla sua partenza dalla zona, si preparano per la missione di omicidio. Riescono a entrare negli Artigli di Ghiaccio e a giustiziare le guardie di guardia. La battaglia inizia, trascinando Bylyric stesso, con Ifghar e Gragg al suo fianco, con grande orrore di Lyze. Disperato, cerca di separare il fratello dal tiranno, ma fallisce. Si rivela una distrazione, poiché Lil e Strix Struma si stanno avvicinando a Bylyric, ma un vento anomalo getta Lil in mare mentre Lyze guarda, impotente. Ifghar rivela di amare Lil e di voler morire con lei. Lyze tenta di fermarlo, ma viene ferito a un occhio da Gragg. A quel punto, Lil viene uccisa con il pugnale di ghiaccio di Bylyric e trascinata in mare, per non rialzarsi mai più. In un impeto di vendetta, Lyze colpisce Bylyric e riesce a colpirlo allo stomaco, uccidendolo. La missione ha successo, ma Lyze rischia di cadere in mare dopo aver inseguito Lil.

### Le lunghe lune del ritiro
Lyze si addolora infinitamente per Lil dopo essere stato salvato dall'oceano. Durante il viaggio verso l’eremo dei Fratelli Glauxiani, Lyze si riunisce a Octavia, che ha perso entrambi gli occhi in battaglia. Durante la ritirata, Lyze si ritrova con delle cicatrici intorno all'occhio, ormai strabico, e un artiglio rotto dopo essere stato goffamente afferrato dal mare, e se lo stacca via con un morso per non dover sentire il dolore. Appende le grinfie da battaglia e giura di non ricorrere mai più alla violenza. Mentre Lyze è vicino a perdersi, Octavia chiede ai Fratelli di insegnarle a leggere senza occhi, così da poter leggere a Lyze, nella speranza che ciò gli riporti la vita. Alla fine, Lyze diventa un rinomato interprete meteorologico. Gli Artigli di Ghiaccio proseguono senza Bylyric, sotto la guida di Jesper, che viene poi ucciso, ponendo finalmente fine alla guerra. Lyze non scopre mai cosa ne è stato di Ifghar, ma Thora diventa una fabbra solitaria con un interesse per l'arte. I vecchi amici di Lyze tornano occasionalmente e gli chiedono di diventare istruttore meteorologico dell’Isola dell’Uccello Nero, ma lui rifiuta categoricamente. Tuttavia, presto gli viene offerto un posto al Grande Albero di Ga'Hoole. Sebbene inizialmente tema di essere riconosciuto, Fratello Oliver gli propone un'idea: può invertire il suo nome, diventando Ezyl, e aggiungere il suffisso "ryb" alla fine: Ezylryb. Il libro si conclude con Soren e la Banda che arrivano al Grande Albero, con Ezylryb che riconosce la nobiltà interiore di Soren e che potrebbe diventare un leader o persino un re, a dispetto di ciò che gli altri dicono essere il suo destino.